# Труд (стадион, Архангельск)
Стадион «Труд» — многофункциональное спортивное сооружение в Архангельске, проспект Советских Космонавтов, д.179. Домашняя арена хоккейного клуба по хоккею с мячом «Водник».
В разное время стадион принимал крупнейшие международные соревнования по хоккею с мячом.

## История
Стадион «Труд» был построен в 1973 году, а первая игра на нем состоялась 25 января 1974 года. Торжественное открытие стадиона состоялось на следующий день — 26 января 1974 года.
В 1974 году на стадионе в первый раз прошли игры турнира на призы газеты «Советская Россия». В дальнейшем стадион ещё дважды (в 1996 и 2002 годах) принимал этот турнир.
В 1991 году стадион «Труд» первым в России обзавелся искусственным льдом.
В 1999 и в 2003 годах на стадионе проходили матчи чемпионата мира по хоккею с мячом.
С 10 по 12 февраля 2012 года стадион «Труд» принимал чемпионат мира по хоккею с мячом среди юношей не старше 15 лет.
С 20 по 22 декабря 2019 года на стадионе «Труд» проходил Чемпионат мира по хоккею с мячом среди молодёжных команд.

## Инфраструктура
Сейчас спортивный комплекс «Труд» включает в себя:

Вид на восточную трибуну стадиона в октябре 2019 года

- ледовую арену с искусственным льдом, трибунами на 10 000 зрителей и осветительными мачтами (средняя освещенность 600 люкс);
- открытые (в летнее время) и крытые (круглогодичные) теннисные корты;
- легкоатлетический манеж (круглогодичный);
- волейбольные площадки (в летнее время);
- роллердром (в летнее время);
- крытый ледовый модуль;
- ФОК «Норд Арена» с 25-метровым плавательным бассейном.